# Петровка (Лисковський район)
Петровка (рос. Петровка) — село в Лисковському районі Нижньогородської області Російської Федерації.
Населення становить 383 особи. Входить до складу муніципального утворення Берендеєвська сільрада.

## Історія
Від 2009 року входить до складу муніципального утворення Берендеєвська сільрада.

## Населення
| 2002 | 2010 |
| ---- | ---- |
| 548  | ↘383 |